# Ti amo inutilmente
Ti amo inutilmente è un singolo del cantautore italiano Antonello Venditti, pubblicato il 22 giugno 2015.

## Video musicale
Il video, pubblicato il 22 giugno 2015, è ambientato al Tortuga, una discoteca sull'isola omonima, e vede come protagonisti gli youtuber Federico Clapis e Favij insieme allo stesso Venditti.